# Formazione di Gorno
La Formazione di Gorno è una formazione geologica di età carnica (Triassico Superiore) affiorante in Lombardia centro-occidentale in corrispondenza della fascia prealpina orobica. Gli affioramenti più estesi si trovano nel lecchese (versante orientale delle Grigne e Valsassina), Val Seriana, media Val Camonica e Val di Scalve.

## Descrizione e ambiente sedimentario

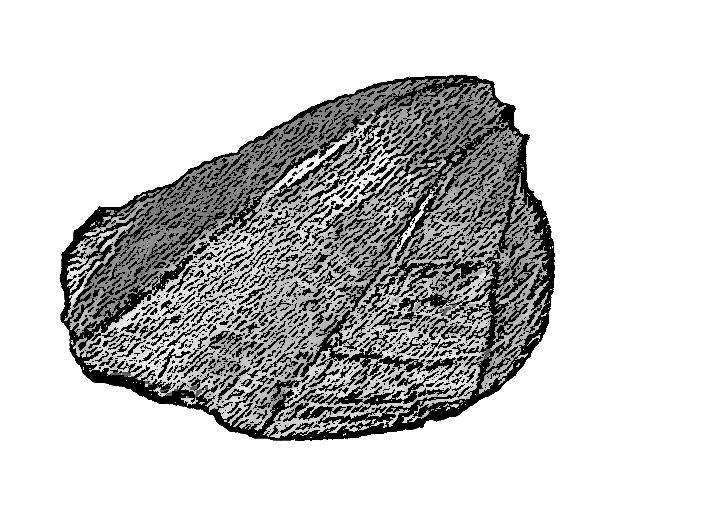
Myophoria kefersteini (Münster). Valva destra. Formazione di Gorno. Val Camonica (Erbanno).

La Formazione di Gorno è costituita da calcari micritici (cioè a grana molto fine), di colore nero, in strati sottili (di spessore centimetrico o decimetrico), alternati a marne grigio-nerastre. Spesso ai litotipi descritti si intercalano livelli tabulari o lenticolari molto ricchi di fossili o composti quasi esclusivamente di fossili, principalmente lamellibranchi marini (Allasinaz, 1966), sia rimaneggiati che in posizione di vita (livelli a “lumachella”). I fossili più caratteristici della formazione sono i bivalvi Myophoria kefersteini (Münster) e Curionia curionii (Hauer). I calcari presentano alla rottura un tipico odore di uova marce, per la presenza di idrogeno solforato (H2S) sviluppatosi dalla putrefazione della materia organica in ambiente anossico.
Le caratteristiche della formazione indicano un ambiente marino poco profondo, protetto, con fondali fangosi e abbondanti apporti terrigeni fini. Il materiale terrigeno veniva prevalentemente da sud, direzione verso cui si ha il passaggio laterale per eteropia dalla formazione in esame alla Arenaria di Val Sabbia, una unità prevalentemente clastica con forte componente vulcanica. Verso nord-est questo bacino protetto era chiuso da una soglia a sedimentazione carbonatica (Formazione di Breno). Lo spessore dell'unità è molto variabile, in considerazione dei complessi rapporti laterali, con i massimi valori (circa 400 m) in corrispondenza della Val Seriana.

## Rapporti stratigrafici e datazione

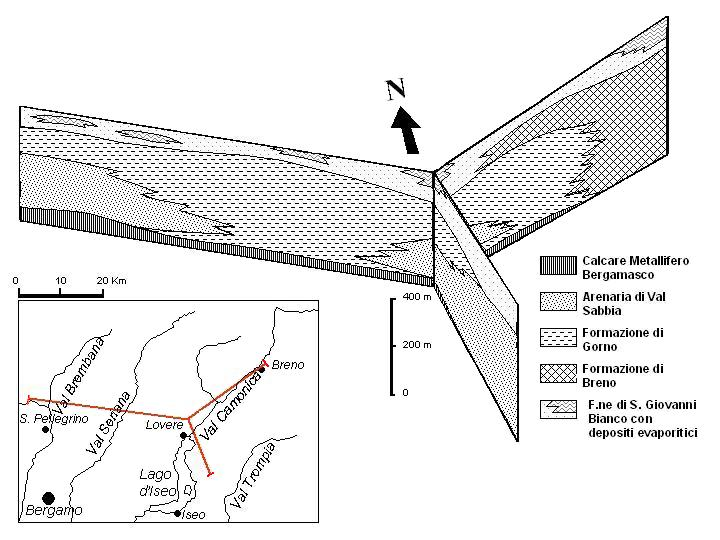
Schema stratigrafico del Carnico in Lombardia orientale. Da Assereto e Casati (1965); modificato. Scala verticale indicativa.

La Formazione di Gorno giace sopra il Calcare Metallifero Bergamasco ed è ricoperta dalla Formazione di San Giovanni Bianco. Verso sud passa per eteropia laterale di facies alla Arenaria di Val Sabbia e, localmente, la ricopre. Verso nord-est (alta Val Brembana e media Val Camonica), passa lateralmente alle facies calcareo-dolomitiche della Formazione di Breno.
L'unità in esame è riferita in letteratura al Carnico inferiore-medio per il contenuto paleontologico.